# Ковраг
Ковраг (рум. Covrag) — село у повіті Вранча в Румунії. Входить до складу комуни Тенесоая.
Село розташоване на відстані 207 км на північний схід від Бухареста, 44 км на північ від Фокшан, 120 км на південь від Ясс, 91 км на північний захід від Галаца, 141 км на схід від Брашова.

## Населення
За даними перепису населення 2002 року у селі проживали 188 осіб, з них 187 осіб (99,5%) румунів. Усі жителі села рідною мовою назвали румунську.